# Christian Heinrich Schmid
Christian Heinrich Schmid, född den 24 november 1746 i Eisleben, död den 22 juli 1800 i Giessen, var en tysk skriftställare.
Schmid, som var professor i vältalighet och poesi vid Giessens universitet, har betydelse för eftervärlden främst genom sin Chronologie des deutschen theaters (1775; ny upplaga 1902 som band I av "Schriften der gesellschaft für theatergeschichte" och inrymmande även Schmids senare tillägg i tidningar och tidskrifter), som utgör huvudkälla för tyska teaterns historia under 1700-talet.